# Pithecellobium brownii
Pithecellobium brownii är en ärtväxtart som beskrevs av Paul Carpenter Standley. Pithecellobium brownii ingår i släktet Pithecellobium och familjen ärtväxter. Inga underarter finns listade i Catalogue of Life.